# Изгубено поколение
Изгубеното поколение (на английски: Lost Generation) е поколението, достигнало зрялост по време на Първата световна война. То обикновено се дефинира като хора, родени от 1883 до 1900 г., навършили зрялост през 1900-те или 1910-те години и са първото поколение, съзряло през 20-ти век. Понятието е популяризирано от американския писател Ърнест Хемингуей, който го използва в единия от двата контрастиращи епиграфа на своя роман „И изгрява слънце“. Там той приписва фразата на Гъртруд Стайн, която по това време е негов наставник и меценат. Освен самия Хемингуей, към изгубеното поколение често се отнасят изтъкнати хора на изкуството като Франсис Скот Фицджералд, Томас Стърнз Елиът и Ерих Мария Ремарк.